# Vilhenense EC
Vilhenense EC is een Braziliaanse voetbalclub uit Vilhena in de staat Rondônia.

## Geschiedenis
De club werd opgericht in oktober 2017. De club mocht meteen aantreden in de hoogste klasse van het Campeonato Rondoniense. De club won meteen het eerste toernooi en mocht daardoor aantreden in de halve finale om de titel, waarin ze verloren van Barcelona. Ook in 2019 kon de club groepswinnaar worden. In de halve finale werd nu Porto Velho verslagen waardoor ze de finale bereikten. Na een overwinning op het veld van Ji-Paraná speelde de club thuis gelijk waardoor de club anderhalf jaar na de oprichting al staatskampioen werd. In 2020 mogen ze aantreden in de nationale Copa do Brasil en Série D.

## Erelijst
Campeonato Rondoniense
2019